# Lijst van voetbalinterlands Albanië - Hongarije (vrouwen)
Deze lijst van voetbalinterlands is een overzicht van alle officiële voetbalwedstrijden tussen de nationale vrouwenteams van Albanië en Hongarije. De landen hebben tot nu toe drie keer tegen elkaar gespeeld.

## Wedstrijden
| № | Plaats    | Datum             | Competitie                          | Wedstrijd           | Uitslag |
| - | --------- | ----------------- | ----------------------------------- | ------------------- | ------- |
| 1 | Győr      | 26 april 2016     | Vriendschappelijk                   | Hongarije − Albanië | 6 − 0   |
| 2 | Shkodër   | 22 september 2023 | UEFA Women's Nations League 2023/24 | Albanië − Hongarije | 1 − 1   |
| 3 | Boedapest | 5 december 2023   | UEFA Women's Nations League 2023/24 | Hongarije − Albanië | 6 − 0   |

## Samenvatting
| Competitie                  | Totaal gespeeld | Winst Albanië | Gelijk | Winst Hongarije | Doelsaldo Albanië – Hongarije |
| --------------------------- | --------------- | ------------- | ------ | --------------- | ----------------------------- |
| UEFA Women's Nations League | 2               | 0             | 1      | 1               | 1 − 7                         |
| Vriendschappelijk           | 1               | 0             | 0      | 1               | 0 − 6                         |
| Totaal                      | 3               | 0             | 1      | 2               | 1 − 13                        |